# What is "Plastic Tree"?
What is "Plastic Tree"? è il secondo EP della rock band visual kei giapponese Plastic Tree. È stato pubblicato il 13 luglio 2007 dalla label indie CLJ Records per il solo mercato europeo.

## Il disco
Si tratta di una compilation speciale realizzata per il solo mercato occidentale e composta dai brani originariamente contenuti in quattro singoli (a-side e rispettiva b-side e videoclip) usciti in Giappone. L'EP si compone di due dischi, un CD per le canzoni (i cui titoli sono stati tradotti in inglese) ed un DVD per i PV, raccolti in confezione jewel case.

## Tracce
Dopo il titolo è indicata fra parentesi "()" la grafia originale del titolo.
1. Ryūtarō Arimura – Hymn (讃美歌?, Sanbika) – 5:05
2. Tadashi Hasegawa e Akira Nakayama – Photosynthesis (光合成?, Kōgōsei) – 4:35
3. Ryūtarō Arimura e Tadashi Hasegawa – Flower with No Name (名前のない花?, Namae no nai hana) – 5:05
4. Ryūtarō Arimura e Akira Nakayama – Paranoia (パラノイア?) – 4:27
5. Akira Nakayama – Ghost – 4:53
6. Tadashi Hasegawa – Watercolors (水彩?, Suisai) – 4:08
7. Ryūtarō Arimura e Tadashi Hasegawa – Trapeze (空中ブランコ?, Kūchū buranko) – 5:24
8. Ryūtarō Arimura e Akira Nakayama – With the Moonlight as My Guide (月の光をたよりに?, Tsuki no hikari wo tayori ni) – 5:12

### DVD
1. Sanbika (讃美歌?); videoclip
2. Namae no nai hana (名前のない花?); videoclip
3. Ghost (Ghost?); videoclip
4. Kūchū buranko (空中ブランコ?); videoclip

## Singoli
- 11/05/2005 - Sanbika
- 12/10/2005 - Namae no nai hana
- 16/11/2005 - Ghost
- 14/12/2005 - Kūchū buranko

## Formazione
- Ryūtarō Arimura - voce e seconda chitarra
- Akira Nakayama - chitarra, cori, PC
- Tadashi Hasegawa - basso e cori
- Hiroshi Sasabuchi - batteria